# Бакерабад (Магаллат)
Бакерабад (перс. باقراباد) — село в Ірані, у дегестані Бакерабад, у Центральному бахші, шахрестані Магаллат остану Марказі. За даними перепису 2006 року, його населення становило 1366 осіб, що проживали у складі 386 сімей.

## Клімат
Середня річна температура становить 15,86 °C, середня максимальна – 34,44 °C, а середня мінімальна – -6,20 °C. Середня річна кількість опадів – 200 мм.
| Клімат поселення                              | Клімат поселення | Клімат поселення | Клімат поселення | Клімат поселення | Клімат поселення | Клімат поселення | Клімат поселення | Клімат поселення | Клімат поселення | Клімат поселення | Клімат поселення | Клімат поселення | Клімат поселення |
| Показник                                      | Січ.             | Лют.             | Бер.             | Квіт.            | Трав.            | Черв.            | Лип.             | Серп.            | Вер.             | Жовт.            | Лист.            | Груд.            |                  |
| Середній максимум, °C                         | 11,36            | 14,55            | 18,75            | 24,60            | 29,13            | 33,14            | 34,44            | 33,56            | 29,60            | 23,69            | 17,50            | 11,37            |                  |
| Середня температура, °C                       | 2,58             | 5,77             | 9,96             | 15,83            | 20,38            | 24,36            | 27,98            | 27,11            | 23,15            | 17,23            | 11,05            | 4,92             |                  |
| Середній мінімум, °C                          | −6,2             | −3,02            | 1,18             | 7,05             | 11,59            | 15,58            | 21,52            | 20,65            | 16,70            | 10,78            | 4,59             | −1,54            |                  |
| Норма опадів, мм                              | 35               | 32               | 36               | 23               | 15               | 2                | 1                | 1                | 0                | 8                | 19               | 28               |                  |
| Середньомісячна швидкість вітру, м/с          | 1.88             | 2.13             | 2.98             | 3.14             | 3.05             | 2.70             | 2.88             | 2.54             | 2.28             | 2.30             | 1.73             | 1.77             |                  |
| Середньомісячна сонячна радіація, кДж/м²·день | 9581             | 12866            | 15472            | 18798            | 22525            | 26496            | 25644            | 24263            | 21258            | 15931            | 11543            | 9309             |                  |
| --------------------------------------------- | ---------------- | ---------------- | ---------------- | ---------------- | ---------------- | ---------------- | ---------------- | ---------------- | ---------------- | ---------------- | ---------------- | ---------------- | ---------------- |
| Джерело:                                      |                  |                  |                  |                  |                  |                  |                  |                  |                  |                  |                  |                  |                  |